# アイ・ニード・ラヴ
「アイ・ニード・ラヴ」(I Need Love)は、オーストラリアのシンガーソングライター、オリビア・ニュートン＝ジョンの楽曲。ベスト・アルバム『オリビア・ニュートン・ジョン・スーパー・ベスト 1971-1992』に新曲として収録され、アルバムから先行シングルとしてリリースされた。「フィジカル」を手がけたスティーヴ・キプナーが再び参加した。楽曲は全米と全英で小ヒットを記録し、オーストラリアのグループガールフレンド (グループ)が後年カバーした。
ビルボードとのインタビューの中でニュートン＝ジョンはこの楽曲を通じてAIDSに対しての意識を高める試みをしたと言及し、「私たちは人との繋がりについて考え直す必要がある。無差別に人とベッドを共にするのは賢い考えとは言えず、それは自殺行為と同じこと」だと話した。
2023年には‘I Need Love:’ The Back To Basics Bonus EPとしてベストに収録された新曲4曲をまとめたEPとして新たに発売された。

## 批評
ビルボードはシングルの批評の中で「愛らしいオリビアがディスコの先駆者ジョルジオ・モロダーと手がけた強力なポップ・ダンス・トラックとともに戻ってきた、オリビアのはっきりとしたヴォーカル・スタイルはよく出来た楽曲とマッチしており、メジャーなカムバック・ヒットになり得る」と評した。
デザート・ニュースはアルバムのレビューの中でこの楽曲について4曲の新曲の中で一番だとして「ジョルジオ・モロダーによって手掛けられたプロダクション、ダンス・ビートにいかがわしい歌詞はこれが大ヒット曲「フィジカル」の続編だというヒントである」と評した。
スマッシュヒッツのレビューは気乗りしないものであり、5つ星中2つ星のみを与えた。「彼女に感性があった頃、彼女が手に入れていたものはソフトなダンス・ビートとムーディーなバラードだった。悪くはないが、この曲は「アイ・オネスティー・ラヴ・ユー」にはなり得ない」とコメントした。
ニュートン＝ジョンの死去後2022年に行われたトップ10ソングリストの中でガーディアンはこの曲を8位にランク付けし、「とても過小評価されているシングルであり、再評価されるか、少なくとももう一度聴いてみるべきだ」と評し、「焼けつくように人を魅了するヴォーカルとエレクトロニック・ミュージックのゴッドファーザーであるジョルジオ・モロダーによる洗練されたプロダクション」を褒め称えた。

## チャート記録
| チャート (1992)                                 | 最高 位 |
| ----------------------------------------------- | ------- |
| オーストラリア (ケント・ミュージック・レポート) | 89      |
| UK シングルス (OCC)                             | 75      |
| US Billboard Hot 100                            | 96      |
| US キャッシュボックス Top 100                   | 68      |
| US Hot Dance Club Songs                         | 44      |
| US Dance Singles Sales                          | 28      |
| カナダ：アダルト・コンテンポラリー (RPM)\|      | 29      |

## トラックリスト
| #  | タイトル                                        | 作詞 | 作曲・編曲 | 時間 |
| -- | ----------------------------------------------- | ---- | ---------- | ---- |
| 1. | 「アイ・ニード・ラヴ」(I Need Love)             |      |            | 4:12 |
| 2. | 「ウォーム・アンド・テンダー」(Warm and Tender) |      |            | 3:21 |